# Rafael Martínez (Artista Cinético)
Rafael Martínez  (San Fernando de Apure, Venezuela, 19 de octubre de 1940 - Valencia, Venezuela, 9 de mayo de 2021) fue un destacado pintor y escultor venezolano, reconocido por su contribución al arte geométrico. Su obra, que abarcó el arte cinético, táctil y constructivo, se caracterizó por el uso de figuras como el cuadrado, el rombo, la línea y el punto. 
Martínez se dedicó a la exploración profunda de la forma y la interacción entre material, equilibrio, ritmo y geometría en variados formatos y más de 40 de sus obras se exhiben en espacios públicos. 

## Biografía
De niño su actividad predilecta era el dibujo. A los 17 años, tras abandonar la escuela militar, decidió dedicarse al arte, iniciando en 1958 sus estudios en la Escuela de Artes Plásticas Rafael Monasterios de Maracay, bajo la dirección del pintor y escultor Rafael Pérez. Permaneció en esta institución hasta 1962.
Al finalizar su formación en Maracay, se trasladó a Valencia para continuar sus estudios en la Escuela de Artes Plásticas Arturo Michelena, dirigida por Braulio Salazar, donde completó su formación en 1963. 

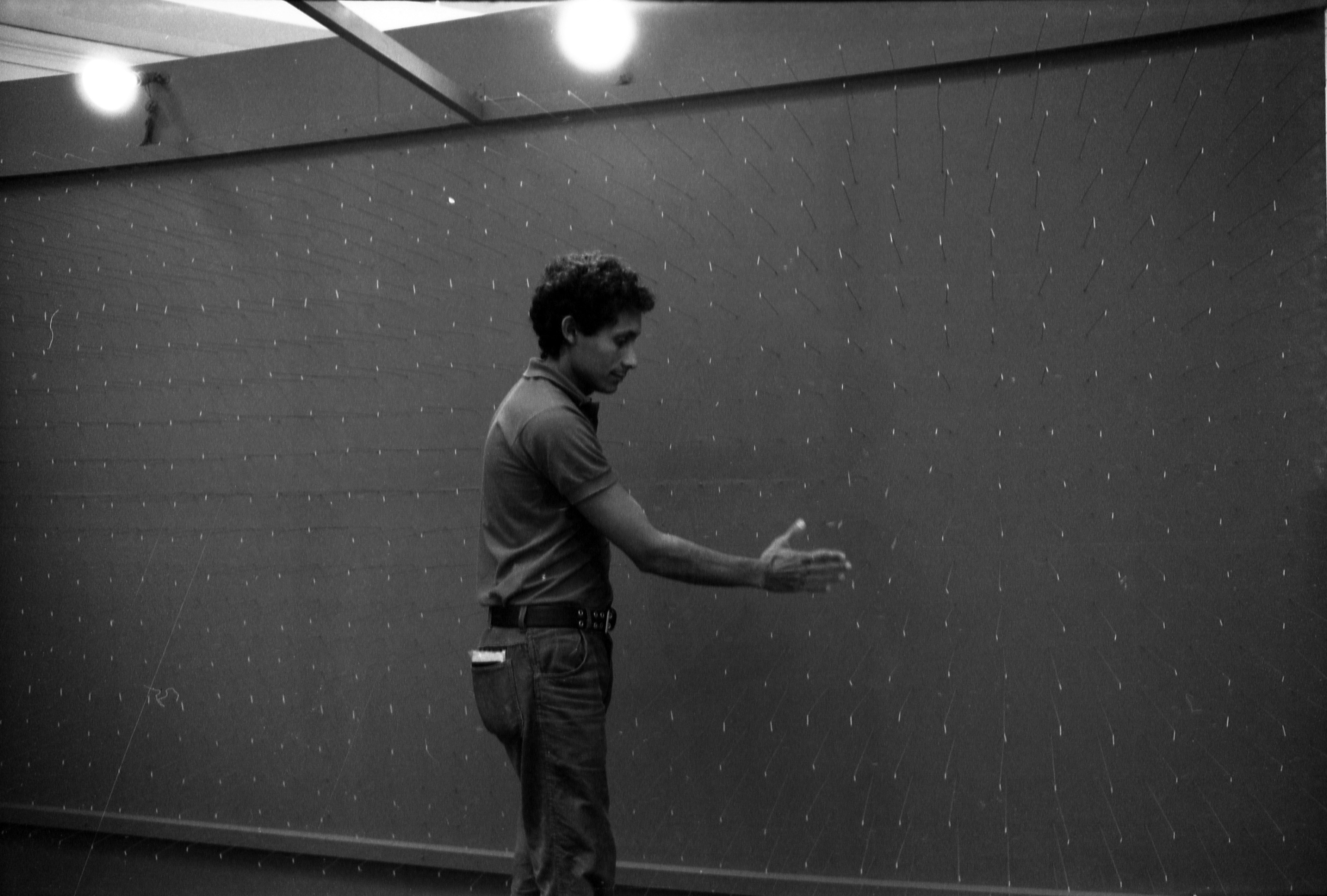
Volumen Virtual, 1969

En 1965, la gobernación del estado Apure le otorgó una beca para estudiar en Europa, estableciéndose en París hasta 1972. En París, se inclinó por el cinetismo y el constructivismo, explorando técnicas con acrílico sobre tela, madera, varillas de acero, aluminio, y plexiglás. En 1968, continuó su formación en la Escuela de Arte de la Universidad Experimental de Vincennes con Frank Popper, y estudió sociología del arte con Jean Cassou en la Escuela Práctica de Altos Estudios de París.
En 1978 retornó a Venezuela, estableciéndose en la Guaira y continuó trabajando en sus volúmenes virtuales.
Entre 1981 y 1984, residió en Nueva York, donde realizó estudios de serigrafía en el Centro de Arte Gráfico Pratt, experiencia que amplió sus conocimientos en este medio, que ya utilizaba desde los años setenta para explorar la geometría del cuadrado, el punto y la línea, y su desplazamiento en el espacio. Regresó a Venezuela en 1984 y se estableció en Valencia, donde continuó su trabajo. 
Falleció en Valencia en 2021. En ese momento trabajaba en un proyecto en su ciudad natal, San Fernando de Apure, un Monumento a José Gregorio Hernández, además de un módulo educativo cultural de usos múltiples y un centro médico.

## Obra

### Figuración
En 1963, realizó su primera exposición individual en la Casa del Educador de San Fernando de Apure, donde presentó 23 pinturas y 6 grabados de carácter figurativo, incluyendo algunos desnudos. Durante este período inicial, sus obras también fueron exhibidas en diversas exposiciones colectivas como el VIII y IX Salón de Artistas Jóvenes de Valencia (1963 y 1964), el X Salón D’Empaire (1964), y el XXI y XXII Salón Arturo Michelena en Valencia (1963 y 1964). En 1964, fue galardonado con el Premio de Pintura en el IX Salón Julio T. Arze en Barquisimeto.

### Neofiguración e Informalismo
En 1965, presentó su segunda exposición individual en la Galería El Pez Dorado de Caracas, donde comenzó a combinar elementos figurativos y abstractos, destacando su transición hacia el neofigurativismo e informalismo. Este cambio se evidenció en la obra Pintura Nro. 1 (1964), que le valió el 2do Premio de Pintura en el II Festival Inter-Universitario de Arte de la Universidad Central de Venezuela en 1965.
Su exploración del informalismo continuó en otras dos exposiciones realizadas en 1965, una en el Ateneo de Valencia y otra en la Galería El Parque de Bogotá.

### Desarrollo de los Volúmenes Virtuales
Durante su estancia en París, a partir de 1965, definió su vocación por el cinetismo y el constructivismo, produciendo relieves cinéticos, volúmenes virtuales y obras táctiles. En París, tuvo contacto con artistas como Carlos Cruz-Diez, Jesús Soto y Julio Le Parc, y participó en colectivas en la Galerie Denise Davy (1966), el Musée d'Art Moderne de la Ville de Paris (1967)  y la Fondation Maeght (1968).
En 1969, colaboró con Jesús Soto en la producción de pinturas y penetrables, y participó en la instalación de la obra Labyrinthe de Chromosaturation de Carlos Cruz-Diez en París. Ese mismo año, su obra Volumen Virtual fue exhibida en la “Sixième Biennale de Paris”. En 1970 participó en una exposición individual en la Galería del Naviglio en Milán. Su obra también fue incluida en la exposición colectiva “Der Wandelbare Raum” en la Galerie Buchholz München de Munich.

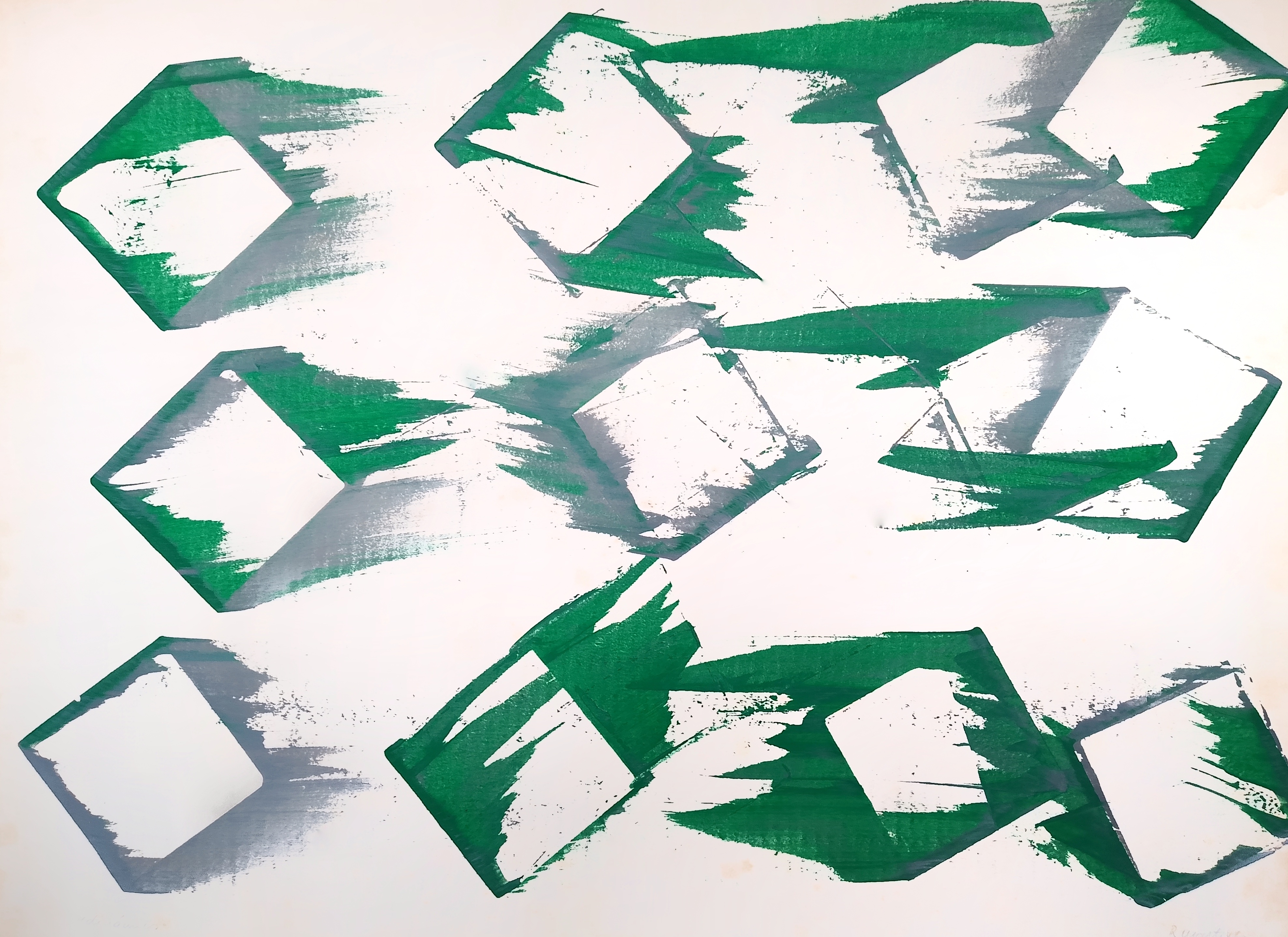
Serie Dinámicos, 1979-1989

En 1971, obtuvo el Premio Arturo Michelena en el XXIX Salón Arturo Michelena en Valencia con la obra "Cuatro dobles cubos virtuales sobre cuadros negros".
Tras varios años en París, se trasladó a Italia en 1972, participando en exposiciones colectivas en Francia, Suiza y Alemania. En Italia, trabajó junto a Bruno Munari, quien escribió sobre su obra en varias ocasiones. 
A su regreso a Venezuela en 1978, se estableció en La Guaira y continuó su trabajo en volúmenes virtuales, ejemplificado por la obra Cubos Virtuales (1978) realizada en acrílico, madera, varillas de acero y tela. 
Durante sus años en Nueva York, su trabajo fue incluido en las exposiciones colectivas “10 Latín American Artists” (Cayman Gallery, Soho, Nueva York, 1981) y “4 Abstract Artists” (Ollantay Gallery, Nueva York, 1982).

### Escultura
A partir de la segunda mitad de los años ochenta en adelante, su obra se enfocó en la escultura geométrica en hierro, empleando colores satinados y metalizados, así como técnicas de oxidación. En términos estéticos su obra escultórica se enmarca en los conceptos de transformación, ritmo y equilibrio,  nociones manifiestas en las series Columna (2013-2020), Ritmo (2009-2017), y Equilibrio (1995-2019).
Martínez también destacó en el panorama escultórico venezolano, con trabajos emplazados en espacios públicos y privados en Venezuela y el extranjero, y fue incluido en la exposición “Escultura-Escultores” en la Galería Ascaso de Caracas en 2012. 
En 2015, el Centro Cultural Eladio Alemán Sucre de Valencia presentó su exposición antológica “Rafael Martínez en el Tiempo”, exhibiendo 43 obras que abarcaron más de cincuenta años de trayectoria artística, incluyendo serigrafías, cuadros cinéticos, relieves en madera, esculturas en hierro y fotografías de obras emblemáticas del artista, realizadas entre 1963 y 2015.
Entre 2017 y 2019, residió en Lima, donde realizó exposiciones individuales como “El Espacio en Evidencia” y “Líneas, Volúmenes, Espacio y Tiempo”. En 2018, su obra Volume Inmateriel Nro 4 (1969) fue incluida en la exposición “Encuentros en el Arte. Colección Pablo Atchugarry” en el Museo Gurvich de Montevideo, Uruguay. En 2019, viajó a Miami para desarrollar un grupo de obras táctiles antes de regresar a Venezuela.

## Exposiciones Individuales
- 1963 - Casa del Educador de San Fernando de Apure, San Fernando de Apure
- 1965 - “Martínez”. Galería El Pez Dorado, Caracas / Ateneo de Valencia, Edo. Carabobo / Galería El Parque, Bogotá
- 1970 - Centro Operativo Sincron, Brescia, Italia  / “Rafael Martínez”. Galería del Naviglio, Milán / Galería Graphic/CB2, Caracas
- 1971 - “Virtual-táctil”, Galería Inciba, Caracas
- 1973 - "Volumen virtual. Estructuras modificables de Rafael Martínez " / “Virtual-táctil”, Galería La Otra Banda, Mérida / Galería Monte Ávila, Bogotá
- 1974 - Casa de la Cultura Andrés Eloy Blanco, Maracaibo
- 1975 - Galería dei Mille, Bérgamo, Italia
- 1976 - “Rafael Martínez”. Centro de Arte El Parque, Valencia, Edo. Carabobo
- 1977 - “Rafael Martínez. Obra reciente”, Galería de Arte Nacional, Caracas / Museo Soto, Ciudad Bolívar
- 1978 - Biblioteca Pública, San Cristóbal / “Serigrafías y relieves virtuales de Rafael Martínez”. Sala de Exposiciones CVG-Edelca
- 1979 - Galería Gaudí, Maracaibo
- 1981 - “Rafael Martínez”. Centro de Arte Euroamericano, Caracas
- 1982 - “Volúmenes virtuales”. Corpoindustria, Maracay / Galería de Arte Ingeniero Rolando Oliver Rugeles, Mérida / Galería Merenap, Mérida
- 1984 - “Líneas-Espacios”. Sala de Exposiciones del Club Hípico de Carabobo, Valencia, Edo. Carabobo / “Espacios dinámicos”, Centro Suizo, Caracas
- 1985 - “Acrílicos y Esculturas”. Galería de Arte Moderno, Maracaibo  / “Espacios dinámicos”, Galería Graphic/CB2, Caracas / Casa Negret, Bogotá / Galería Arte Bocetos, Caracas / Escuela de Artes Plásticas Rafael Monasterios, Maracay
- 1987 - “Esculturas-Acrílicos”. Galería Terracota, Valencia, Edo. Carabobo
- 1990 - “Espacios. Esculturas”, Museo de la Cultura de Apure Antonio José Torrealba Osto, San Fernando de Apure
- 1992 - “Oswaldo Subero, Rafael Martínez”. Galería Municipal de Arte, Maracay

- 1994 - Ateneo Jesús Soto, Tovar, Edo. Mérida [15]

- 1997 - “Jorge Veliz-Rafael Martínez. Volúmenes, Equilibro, La justa Proporción y la Lucidez”. Galería Universitaria Braulio Salazar, Universidad de Carabobo, Valencia
- 1998 - “Esculturas”. Universidad de Carabobo, Valencia
- 2003 - “Saludo al Mar”. Ateneo del Municipio Naguanagua, estado Carabobo
- 2007 - “El espíritu de las formas”. Galería de Arte Espacio Chroma. Valencia
- 2009 - “Homenaje a Jesús Soto”. Centro Cultural Eladio Alemán Sucre, Valencia
- 2012 - “Metamorfosis”. Galeria 700. Maracaibo
- 2015 - “Rafael Martínez en el Tiempo”. Centro Cultural Eladio Alemán Sucre, Valencia
- 2017 - “El Espacio en Evidencia”. Hotel Britania,  Miraflores, Lima, Perú.
- 2019 - “Líneas, Volúmenes, Espacio y Tiempo”. Galería José Antonio. Lima, Perú.

## Premios

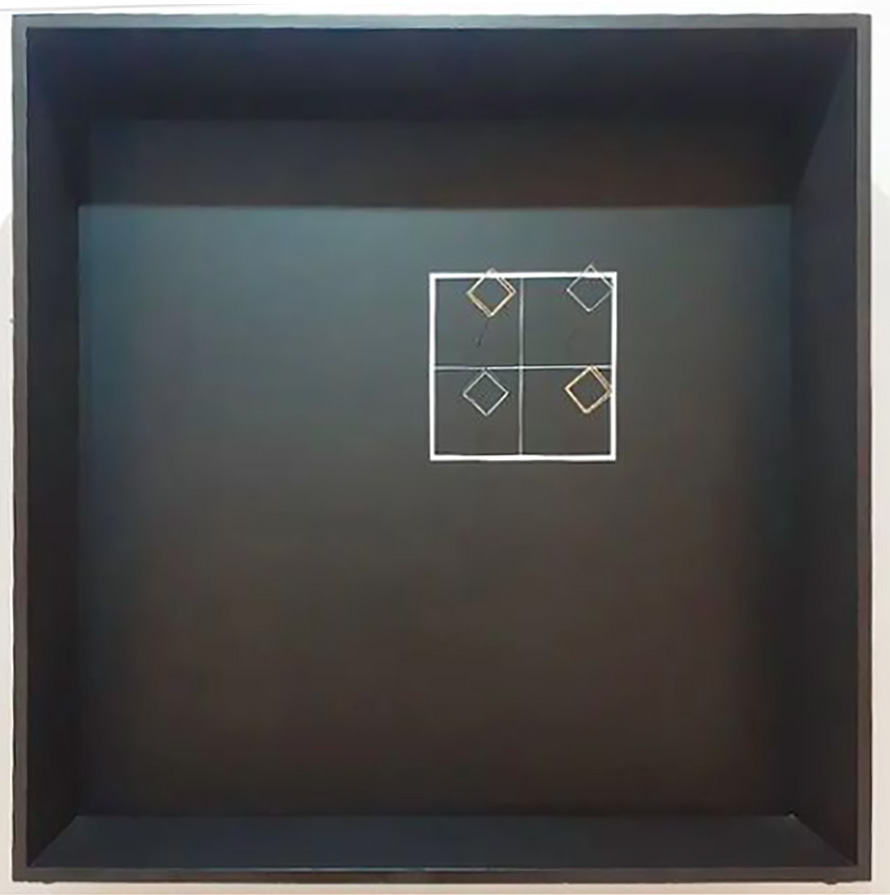

- 1961 - Premio de grabado del 1er. Salón de Jóvenes Artistas de Aragua, Maracay
- 1963 - Premio de Escultura en el VIII Salón de Artistas Jóvenes de Valencia
- 1964 - Premio de Pintura Julio T. Arze, Barquisimeto, Venezuela / Premio de Escultura en el  IX Salón de Artistas Jóvenes de Valencia, Valencia
- 1965 - Premio de pintura, II Festival Inter- Universitario de Arte Universidad Central de Venezuela, Caracas
- 1971 - Premio Arturo Michelena (compartido con Filiberto Cuevas), XXIX Salón Arturo Michelena / Premio Julio Morales Lara, XXIX Salón Arturo Michelena [6]
- 1973 - Bolsa de trabajo, II Salón Las Artes Plásticas en Venezuela, MBA
- 1983 - II Premio de Pintura del VIII Salón de Arte del Estado Aragua, Maracay
- 2014 - Orden Arturo Michelena. Concejo Municipal de Valencia, Carabobo
- 2016 - Premio Armando Reverón, por trayectoria artística. Asociación Venezolana de Artistas Plásticos (AVAP), Caracas [4]

## Obras en espacios públicos

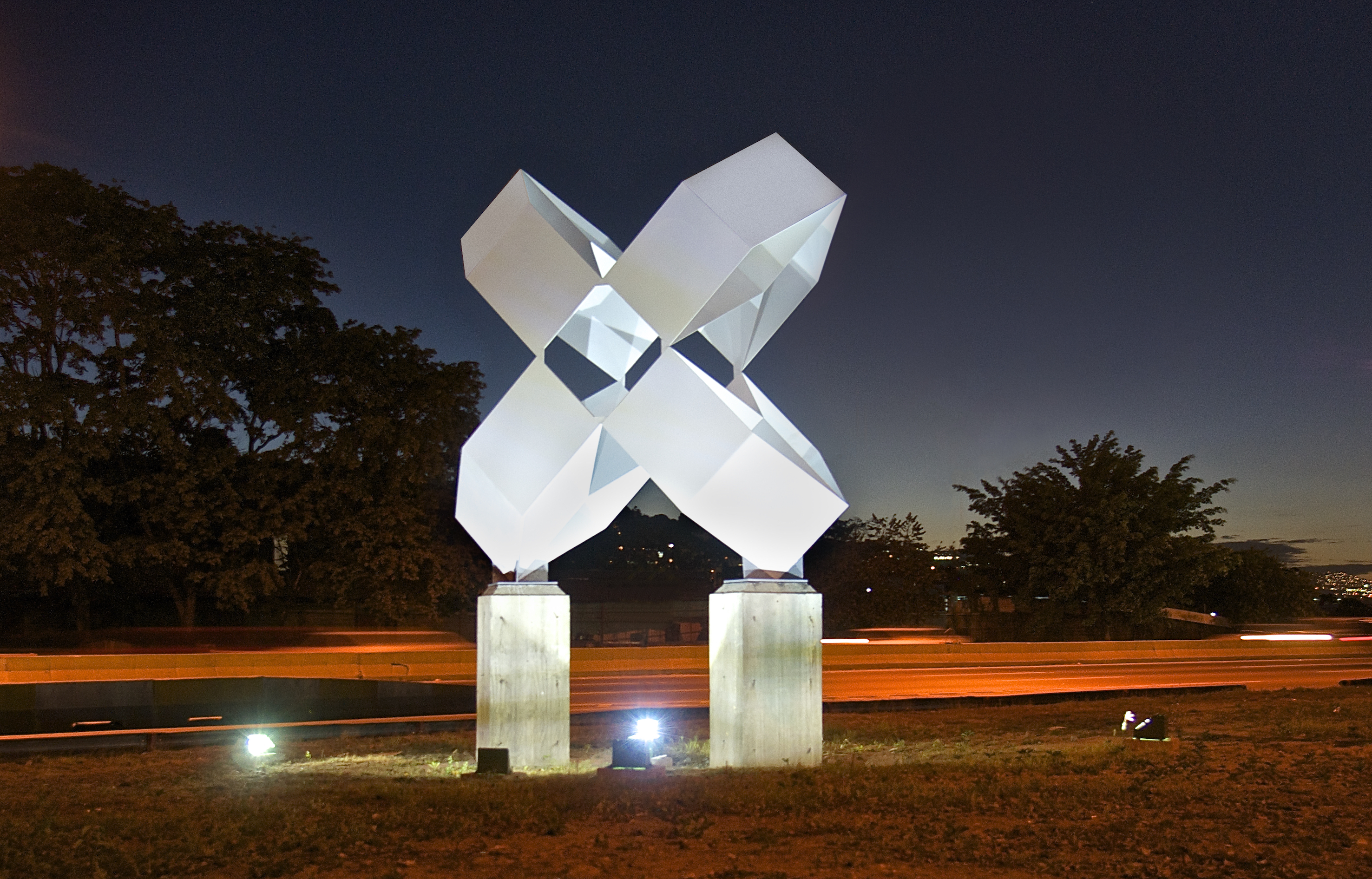
Flor Sideral, 2013. Hierro laqueado. L. 4,00; H. 4,00 m; P.1,00. Distribuidor Los Ruices de la autopista Francisco Fajardo, Caracas.

### Homenaje a San Fernando, 1973
Paseo Libertador, San Fernando de Apure, Venezuela. Hierro laqueado. 5.00 m (altura). Columna en rojo, seccionada en diagonal por una secuencia de tres volúmenes progresivos. 

### Pirámide, 1983
Plaza de la Escultura del Viñedo (también llamada Museo de Arte al Aire Libre “Andrés Pérez Mujica”), Valencia, Venezuela. Hierro laqueado. 3.00 m (altura). Tres rombos de hierro en azul, dispuestos en forma piramidal sobre una base de concreto.

### Progresión en rojo, 1991
Estación La Paz, Metro de Caracas, Caracas, Venezuela. Hierro laqueado. 9.00 m (altura). Conjunto de módulos volumétricos en rojo, apoyados sobre tres pilares de concreto.  

### Columna, c. 80s
Biblioteca Manuel Feo la Cruz, Valencia, Venezuela. Hierro Laqueado. Estructura modular de hierro laqueado en rojo sobre un pedestal de concreto, concebida a partir de un conjunto de rombos abiertos. 

### Espiga de la Fe, 1996
Jardín de la Conferencia Episcopal Venezolana en Montalban, Caracas, Venezuela. Hierro laqueado y piedra. 4.00 x 0.90 x 0.90 m aprox. Base de concreto 0.90 x 0.90 x 0.90 m aprox.  

### Espiga del viento, c. 1997
Plaza del Estudiante, Avenida Ayacucho, Maracay, Venezuela. Hierro laqueado. 3.00 x 1.75 x 0. 80 m. Hierro laqueado en azul y magenta (color original) sobre pedestal de concreto. Tres grandes láminas ondulantes. 

### Mediasluna 1, c. 1997.
Avenida Fuerzas Aéreas con Avenida Aragua, Maracay, Venezuela. Hierro laqueado. 4.00 x  5.10 x 3.20 m. Base de concreto 1.36 x 1.66 x 1.36 m. Volúmenes de hierro en rojo en forma de medias lunas sobre un pedestal de concreto. 

### Equilibrio, c. 1997
Cruce de las avenidas Universidad y Ramón Narváez. Alcaldía de Girardot, Maracay, Venezuela. Hierro laqueado. 3.00 x 1.70 x 0.90 m. Base de concreto: 0.92 x 0.95 x 0.75 m. Columna de láminas ondulantes en anaranjado sobre pedestal de concreto.

### [“Sín título (Blanco)”], c. 1997
Centro Comercial Paseo Uno, Avenida Las Delicias, Maracay, Venezuela. Hierro laqueado. 3.40 x 1.70 x 0.90 m. Columna de láminas ondulantes en blanco sobre pedestal de concreto. 

### Ventana del tiempo, 2003
Facultad de Derecho. Universidad de Carabobo, Naguanagua, Valencia, Venezuela. Hierro, piedra y concreto. 4.00 m (largo) . Pieza realizada en piedra tallada, hierro oxidado y concreto. La piedra es el elemento que prevalece, adoptando la forma de un semilla horizontal en cuyo centro se inscribe una estructura de módulos rómbicos en metal. 

### Espiga del Chama, 2003
Facultad de Economía Universidad de los Andes, Núcleo la Liria. Mérida, Venezuela. Acero laqueado. 5.40, 1.10, 0.80 m. Estructura en acero laqueado en rojo y verde.

### Onda Cromática, 2005
Terraza, Edificio 2, Campus Universidad José Antonio Páez, San Diego, Venezuela. Hierro laqueado y mosaico. 2.50 x 13.00 m. Relieve escultórico ralizado con elementos tubulares de sección cuadrada, pintados de amarillo, rojo y sobre una pared de doble curva revestida de mosaico azul marino. 

### Homenaje a Alexis Mujica, 2007
Facultad de Educación Universidad de Carabobo, Naguanagua, Venezuela. Hierro soldado y laqueado. 6.00 m (altura) Estructura en hierro soldado y laqueado en amarillo. Dos volúmenes rectangulares, enlazados y atravesados por varillas de hierro en diagonal. 

### Rampa peatonal Avenida Intercomunal Don Julio Centeno, 2007
Av. Don Julio Centeno, a la altura del Centro Comercial San Diego, San Diego, Venezuela. Hierro laqueado en azul. 50.00 m (largo). Estructura contínua de postes y barandas de hierro sobre rampa de concreto, con paralelepípedos y formas elípticas de metal. 

### Caribeña, 2010
Av. Universidad. Naguanagua, Venezuela. Hierro laqueado. 4.50 m (altura) Estructura en hierro laqueado en amarillo.  Dos formas ondulantes en doble curva, unidas en la parte superior por un volumen en forma de media luna. Una suerte de pórtico orgánico que alegoriza el diálogo entre Valencia y Puerto Cabello.   

### Flor Sideral, 2013
Distribuidor Los Ruices de la autopista Francisco Fajardo (Proyecto Viarte), Caracas, Venezuela. Hierro laqueado. 4.00 x 4.00 m. Estructura geométrica de color blanco en forma de equis, realizada en hierro laquedo, instalada sobre dos pedestales de concreto. 

### Estela Marina, 2014
Plaza Principal, Campus Universidad José Antonio Páez, San Diego, Venezuela. Hierro laqueado. 6.5 m (altura) Estructura semicircular en amarillo y azul, compuesta por la sucesión articulada de cubos y planos que evolucionan en forma decreciente. 

### Equilibrio, 2016
Conjunto residencial River Park. San José, San José de Costa Rica. Hierro laqueado. 7.00 m (altura) Composición en rojo en forma de columna, compuesta por láminas ondulantes y volúmenes abiertos.    

### Saludo al mar, c. 2016
San José, Costa Rica. Hierro laqueado (Inconclusa) 

### Ritmo Cromático, 2016
Redoma de Guaparo, Valencia, Venezuela. Hierro laqueado. 7.50 m  (altura). Obra realizada en hierro laqueado en rojo y azul, basada en el contrapunto entre el plano y el vacío.  Estructura vertical en zigzag.   

### Rosa Pintada de Azul, 2019
Plaza Ítalo Pizzolante de la Asoc. de Ejecutivos del estado Carabobo, Valencia, Venezuela. Hierro laqueado. 1.20 x 1.20 x 0.20 aprox. Base de concreto: 1.20 x 1.20 x 1.20 m (aprox). Escultura en hierro laqueado de color azul que recrea una flor de seis pétalos sobre un pedestal de concreto. Obra en homenaje al poeta, compositor, músico, profesor e ingeniero Ítalo Pizzolante, autor de la canción “Una rosa pintada de azul”.